# Jacques d'Angennes
Jacques d'Angennes (1577-16 de mayo de 1647) fue un noble y sacerdote católico francés, obispo de Bayeux de 1606 a 1647.

## Biografía
Jacques d'Angennes nació en el seno de una familia noble francesa. Sus padres fueron Louis d'Angennes, Marqués de Maintenon, y de Françoise d'O, hermana del superintendente de Finanzas François d'O. Aunque inicialmente fue destinado a la carrera militar, al final decidieron incluirlo en el clero de la diócesis de Bayeux. Jacques fue nombrado obispo de dicha sede, por el rey Enrique IV de Francia, en 1604. Al año siguiente fue ordenado sacerdote, pero solo fue confirmado en la sede, cuando el papa Paulo V, se cercioró de que había realizado sus estudios en derecho canónico. Fue consagrado en Roma el 17 de agosto de 1606, por el cardenal Jacques Davy du Perron.
Jacques d'Angennes escribió el Manuale Rituum Ecclesiasticorum, Ad Usum Ecclesiae y Dicecesis Baiocensis, Authoritate Jacobi de Angennes, Baiocensis Episcopi, Recognitum. Durante su episcopado favoreció la fundación de diversas órdenes religiosas, tales como la Orden de los Hermanos Menores Capuchinos en Bayeux (1616), la Orden de la Visitación en Caen (1630), las ursulinas en Bayeux (1633) y las Monjas de la Orden de San Benito (1646). Además permitió la restauración del seminario de los eudistas en Caen en 1643 y favoreció la fundación de la Orden de Nuestra Señora de la Caridad en Caen. D'Angennes fue también un fuerte defensor de la fe cristiana, condenó la doctrina sobre la Santísima Trinidad de Jacques Dupré.